# Mulungu (Paraíba)
Mulungu é um município brasileiro do estado da Paraíba, localizado na Região Geográfica Imediata de Guarabira. De acordo com o IBGE (Instituto Brasileiro de Geografia e Estatística), no ano de 2022 sua população era estimada em 8 791 habitantes. Área territorial de 187 km².

## Geografia

### Clima
Dados do Departamento de Ciências Atmosféricas, da Universidade Federal de Campina Grande, mostram que Mulungu apresenta um clima com média pluviométrica anual de 843,7 mm e temperatura média anual de 25,5 °C.
| Dados climatológicos para Mulungu             | Dados climatológicos para Mulungu | Dados climatológicos para Mulungu | Dados climatológicos para Mulungu | Dados climatológicos para Mulungu | Dados climatológicos para Mulungu | Dados climatológicos para Mulungu | Dados climatológicos para Mulungu | Dados climatológicos para Mulungu | Dados climatológicos para Mulungu | Dados climatológicos para Mulungu | Dados climatológicos para Mulungu | Dados climatológicos para Mulungu | Dados climatológicos para Mulungu |
| Mês                                           | Jan                               | Fev                               | Mar                               | Abr                               | Mai                               | Jun                               | Jul                               | Ago                               | Set                               | Out                               | Nov                               | Dez                               | Ano                               |
| --------------------------------------------- | --------------------------------- | --------------------------------- | --------------------------------- | --------------------------------- | --------------------------------- | --------------------------------- | --------------------------------- | --------------------------------- | --------------------------------- | --------------------------------- | --------------------------------- | --------------------------------- | --------------------------------- |
| Temperatura máxima média (°C)                 | 32,0                              | 31,9                              | 31,4                              | 30,9                              | 30,2                              | 29,3                              | 28,9                              | 29,5                              | 30,6                              | 31,5                              | 32,2                              | 32,2                              | 30,9                              |
| Temperatura média (°C)                        | 26,6                              | 26,5                              | 26,3                              | 25,9                              | 25,2                              | 24,2                              | 23,7                              | 24,0                              | 24,8                              | 25,6                              | 26,2                              | 26,6                              | 25,5                              |
| Temperatura mínima média (°C)                 | 21,9                              | 21,9                              | 22,0                              | 21,7                              | 21,2                              | 20,4                              | 19,7                              | 19,3                              | 20,1                              | 20,7                              | 21,0                              | 21,5                              | 20,9                              |
| Precipitação (mm)                             | 39,0                              | 64,8                              | 111,1                             | 115,2                             | 129,9                             | 126,3                             | 108,2                             | 61,1                              | 30,0                              | 11,9                              | 11,5                              | 19,1                              | 843,7                             |
| Fonte: Departamento de Ciências Atmosféricas. |                                   |                                   |                                   |                                   |                                   |                                   |                                   |                                   |                                   |                                   |                                   |                                   |                                   |